# Colin Macfarquhar
Colin Macfarquhar (Édimbourg, vers 1745 – 2 avril 1793) est un libraire et imprimeur écossais surtout connu pour avoir co-fondé l'Encyclopædia Britannica avec Andrew Bell, publiée pour la première fois en décembre 1768.

## Biographie
Macfarquhar est né à Édimbourg vers 1745,. Il est le fils de James Macfarquhar, perruquier, et de sa mère Margaret,. Son éducation formelle prend fin lorsqu'il devient apprenti dans une imprimerie et btient le statut de maître imprimeur en 1767.
Le 13 décembre 1767, Macfarquhar épouse Jane dont le père, James Scruton, est comptable à Glasgow,. Macfarquhar et Jane ont un fils et quatre filles.
Macfarquhar ouvre sa propre imprimerie à Édimbourg un ou deux ans après son mariage. En 1768, il cofonde avec Andrew Bell, imprimeur et graveur écossais, l'Encyclopædia Britannica. La première édition est publiée entre 1768 et 1771 et est vendue dans son imprimerie de Nicolson Street,,,. Macfarquhar a également largement contribué aux deuxième et troisième éditions de l'encyclopédie.
Colin Macfarquhar meurt à Édimbourg le 2 avril 1793,.